# Varī-Voula-Vouliagmenī
Varī-Voula-Vouliagmenī (in greco Βάρη-Βούλα-Βουλιαγμένη?) è un comune della Grecia situato nella periferia dell'Attica (unità periferica dell'Attica Orientale) con 42127 abitanti secondo i dati del censimento 2001.
È stato istituito a seguito della riforma amministrativa detta Piano Kallikratis in vigore dal gennaio 2011 che ha abolito le prefetture e accorpato numerosi comuni.